# Argostemma monophyllum
Argostemma monophyllum är en måreväxtart som beskrevs av Henry Nicholas Ridley. Argostemma monophyllum ingår i släktet Argostemma och familjen måreväxter.
Artens utbredningsområde är Assam (Indien). Inga underarter finns listade i Catalogue of Life.